# Jagd auf Dillinger (1945)
Jagd auf Dillinger (Originaltitel Dillinger) ist ein US-amerikanischer Gangsterfilm aus dem Jahr 1945. Unter der Regie von Max Nosseck verkörpert Lawrence Tierney John Dillinger, die erste Person, die vom FBI als „Staatsfeind Nr. 1“ bezeichnet wurde. Dillinger und seine Bande waren auf Bankraub spezialisiert. Anne Jeffreys und Edmund Lowe spielen die weiteren Hauptrollen in dieser autobiographischen Geschichte.

## Handlung
Am Ende einer Wochenschau wird detailliert über die „Heldentaten“ des Gangsters John Dillinger berichtet. Dillingers Vater spricht zum Kinopublikum und erzählt ihm von der Jugend seines Sohnes in Indiana. Er gesteht ein, dass sein Sohn bereits als Kind eigenwillig und sehr ehrgeizig gewesen, dass seine Kindheit aber ansonsten völlig normal verlaufen sei.
Bald nachdem John sein Zuhause verlassen hat, versucht er sein Glück in Indianapolis und arbeitet für einen geringen Lohn in einer sogenannten Mondscheinkneipe. Als eine Bekannte von ihm die Kneipe aufsucht und ein Getränk möchte, das nicht vorrätig ist, entschuldigt sich John bei ihr, geht zu einem nahe gelegenen Supermarkt, wo er den Angestellten täuscht, indem er ihm suggeriert, er habe eine Waffe und beraubt den Markt um einen Artikel im Wert von 7,20 Dollar. John wird von der Polizei aufgegriffen und landet im Gefängnis. Dort freundet er sich mit seinem Zellengenossen Specs Green, einem altgedienten Bankräuber, und seinen Bandenmitgliedern Marco Minnelli, Doc Madison und Kirk Otto an. Beeindruckt von Specs selbstbewusstem und intelligentem Auftreten, ist John, dessen Strafe kürzer ist als die der Bankräuber, fest entschlossen, sich ihnen anzuschließen. Nachdem er wieder frei ist, begeht er mehrere Raubüberfälle. An einer Theaterkasse flirtet Dillinger mit Helen Rogers. Obwohl Helen ihn von einem Fahndungsfoto her kennt, lehnt die junge Frau es ab, ihn bei einer Gegenüberstellung zu identifizieren und geht stattdessen mit ihm. Nach weiteren Raubüberfällen will John nun seinen Plan umsetzen, Specs Green und seiner Bande zur Flucht aus dem Gefängnis zu verhelfen. Es gelingt ihm, ihnen während eines Einsatzes im Steinbruch Feuerwaffen zukommen zu lassen. Sobald sie diese in Händen haben, schießen sie sich den Weg weg frei und begehen anschließend zusammen mit Dillinger eine ganze Serie von weiteren Banküberfällen im Mittleren Westen. Ihr nächstes Ziel ist die Farmers Trust Bank, deren Sicherheitssystem äußerst anspruchsvoll ist. Specs Green will einen weiteren Mann ins Boot holen, John kann die Bandenmitglieder jedoch davon überzeugen, dass er einen besseren Plan habe. Die Gangster zünden Gas-Bomben, berauben die Bank und können unbehelligt entkommen. Ab diesem gelungenen Coup übernimmt Dillinger die Führung der Bande. Erst einmal teilen die Männer sich auf und wollen sich erst in vier Wochen wieder treffen. John und vor allem Helen verfallen einem wahren Kaufrausch. In einer Lodge, die Kirk Ottos Pflegeeltern gehört, treffen sie sich nach der vereinbarten Zeit wieder. Inzwischen gilt John Dillinger im Land als „Staatsfeind Nr. 1“.
Als die Bande sich in Tucson aufhält, bekommt John Zahnschmerzen und sucht widerwillig einen Zahnarzt auf. Als der Zahnarzt mit der Betäubung beginnt, bricht die Polizei in das Behandlungszimmer ein und verhaftet Dillinger. Abermals gelingt es dem Gangster, die Polizei und die Wärter zu narren und mit einer aus Holz geschnitzten Pistole aus dem Gefängnis zu entkommen und Kontakt mit seiner Bande aufzunehmen. Nachdem John Specs getötet hat, weil er davon ausgeht, dass dieser ihn verraten hat, will er mit der Bande einen Zug ausrauben. Während dieses Raubzugs wird Dillinger verwundet und Kirk Otto getötet. John, Marco Minnelli, Doc Madison und das neue Bandenmitglied Tony suchen erneut Zuflucht in der Lodge von Kirk Ottos Pflegeeltern, wo auch Helen zunächst einmal bleiben soll. Aber seit Kirks Tod hat das ältere Ehepaar Skrupel bekommen und will die Polizei rufen. Bevor sie das jedoch tun können, tötet John beide. Als die Lodge trotzdem von der Polizei umstellt wird, ergeben Marco und Doc sich, John und Helen gelingt es, nach Chicago zu entkommen. Nachdem sie sich dort monatelang verstecken konnten, suchen John und Helen im Juli 1934 ein Kino auf. Auf Johns Kopf ist inzwischen eine Belohnung von 15.000 Dollar ausgesetzt worden. Ahnungslos, dass Helens rotes Kleid, das sie trägt, ein Erkennungszeichen ist, wird John beim Verlassen des Kinos von  FBI-Agenten in die Enge getrieben. Als er sich seinen Weg freischießen will, wird er niedergeschossen. Als die Männer vom FBI später seine Habseligkeiten sichten, stellen sie fest, dass Dillinger gerade mal 7,20 Dollar unter seinem Namen besaß.

## Produktion

### Dreharbeiten, Veröffentlichung, Hintergrund
Die Dreharbeiten fanden unter anderem vom 10. Oktober bis Ende Oktober 1944 in Big Bear Lake in Kalifornien in den USA statt. In den USA hatte der Film am 2. März 1945 Premiere, am 5. Juli 1947 kam er erneut in die Kinos. In der Bundesrepublik Deutschland konnte man Jagd auf Dillinger erstmals am 13. Oktober 1950 im Kino sehen, in Österreich im Januar 1951. Der Film hatte diverse Arbeitstitel, wie John Dillinger, Killer, John Dillinger, Gangster und John Dillinger. Im deutschen Fernsehen lief der Film erstmals am 12. Januar 1991 bei Pro7.
Die Rolle des Gangsters Dillinger war Lawrence Tierneys erste Hauptrolle in einem Film und blieb auch diejenige Rolle mit der sein Name am meisten verbunden wurde, obwohl er während seiner Filmkarriere weitere sadistische Kriminelle verkörperte. Bei einer Banküberfall-Sequenz wurden einige Filmmeter aus Fritz Langs Film Gehetzt (You Only Live Once) verwendet. Viele bekannte Fakten aus Dillingers Leben wurden im Film heruntergespielt, wie zum Beispiel das Massaker in der Lodge. Zuerst plante man, den Film mehr auf die rumänische Prostituierte Anna Sage, die sogenannte „Frau in Rot“ auszurichten. Philip Yordan jedoch, der für das Drehbuch verantwortlich zeichnete, schwang den erzählerischen Bogen zu Dillinger. Monogram-Chef Steve Broidy hätte als Hauptdarsteller gern den erfahrenen Schauspieler Chester Morris gehabt, Frank und Maurice King, die Produzenten, hatten jedoch andere Vorstellungen. Widerwillig musste Broidy sich beugen und mit dem 25-jährigen Newcomer Lawrence Tierney vorliebnehmen. Tierney soll während der Dreharbeiten ein nervöses Wrack gewesen sein, der dauernd zur Toilette rannte. Anne Jeffreys wurde für die Produktion von RKO Pictures ausgeliehen. In der Rolle des Specs Green agierte der ehemalige Stummfilmstar Edmund Lowe.
Trotz (oder gerade wegen) des anfänglichen Trubels um den Film, war Jagd auf Dillinger ein gutes Geschäft für Monogram Pictures und brachte mehr als 4 Mio. US-Dollar an den Kinokassen ein. Philip Yordan wurde 1946 für den Academy Award für das Beste Originaldrehbuch nominiert und startete seine Karriere mit diesem Gangster-Epos. Auch Lawrence Tierneys Karriere nahm Fahrt auf, auch wenn ihm in der Folge oft Rollen als Soziopath angeboten wurden.

### Aufnahme in der Bundesrepublik
Der Arbeitsausschuss der FSK sah den Film im Oktober 1950 und beriet sich anschließend mit Gutachtern der Kriminalpolizei. Diese hielten den Film für geeignet, eine negative Wirkung hervorzurufen. Die Vertreter der Filmwirtschaft zeigten sich deshalb bereit, alle Stellen zu entfernen, die Dillinger als zu sympathisch zeigten, so dass er dann nur noch kaltherzige Brutalität ausstrahle, was auf den normalen Besucher eindeutig abschreckend wirke. Dieser Vorschlag wurde angenommen und der Film mit sieben Schnittauflagen allgemein (also mit 16 Jahren) freigegeben. Außerdem verfügte der Ausschuss, dass eine am Beginn eingeschobene Texttafel mit der Aussage, dass Verbrechen sich nicht auszahle und Verbrecher immer ihre verdiente Strafe fänden, am Ende des Films wiederholt werde.
Trotz dieser Einschränkungen berichtete der Evangelische Filmbeobachter unter dem Titel Der Fall Dillinger (1951/2, S. 16), dass der 20-jährige Wolfgang K. und der 29-jährige Wilhelm L. ihren gescheiterten bewaffneten Raubüberfall auf einen Geldtransport der Bundespost geplant hatten, nachdem sie sich im Kino den Film Jagd auf Dillinger angesehen hatten.

## John Dillinger
Wie im Film dargestellt, wurde John Dillinger 1903 in Indianapolis geboren, wo er auch aufwuchs, und begann seine kriminelle Karriere im Jahr 1924. Da war er 21 Jahre alt. Nachdem er nach einem Überfall auf einen Supermarkt verhaftet worden war, verbrachte er neun Jahre im Gefängnis und führte anschließend eine Bande von Gangstern an. Nachdem er von J. Edgar Hoover vom FBI zum „Staatsfeind Nr. 1“ erklärt worden war, entkam er weitere zwei Male aus dem Gefängnis und wurde am 22. Juli 1934 beim Verlassen eines Kinos von FBI-Agenten erschossen. Die Frau, die ihn verraten hatte, war eine Mitbewohnerin einer ihm freundschaftlich verbundenen Bekannten mit der zusammen er an jenem Abend im Kino war. Anna Sage, so hieß die Mitbewohnerin von Poly Hamilton, war ebenfalls mit im Kino und trug als Erkennungszeichen ein rotes Kleid, was später zu ihrem Medien-Spitznamen „Lady in Red“ führte. Jahre nach Dillingers Tod kursierte in den USA das Gerücht, nicht er, sondern sein Bruder sei das tatsächliche Opfer der Schießerei gewesen und Dillinger sei unverletzt entkommen.

## Rezeption

### Kritik
Das Lexikon des internationalen Films kam zu dem Schluss, dies sei ein „ohne großen Aufwand inszenierter Low-Budget-Krimi, der sich redlich bemüh[e], das Leben des berühmt-berüchtigten Gangsters in reportagehaftem Stil darzustellen.“
Die Bischofskonferenz der Vereinigten Staaten urteilte, dass der Film über den „berüchtigten Bankräuber deutlich fiktionalisiert aber dramatisch überzeugend“ sei. „Besonders Tierneys wilde Augen und sein kaltblütiges Auftreten [seien] überzeugend.“ Der Film zeige „stilisierte Gewalt, einschließlich mutwilliger Morde.“ Die Bewertung lautete A-II (br), wobei A-II bedeutet „geeignet für Erwachsene und Jugendliche“.
TimeOut London urteilte, dieses „erste konzeptionelle Gangster-Epos [sei] eine unmoralische frei nachempfundene Geschichte über den Staatsfeind Nr. 1 John Dillinger, die kostengünstig mittels bereits vorhandenem Filmmaterials (Stock Footage) produziert worden [sei]. Tierney [gebe] einen bedrückten Psychopathen, der das zweifelhafte Talent habe, Schlagzeilen zu produzieren. Unemotional und rau an den Kanten, [sei] der Film eine ernüchternde Bestandsaufnahme eines sagenhaften Mythos.“

### Auszeichnungen
Auf der Oscarverleihung 1946 war Philip Yordan für einen Oscar in der Kategorie „Bestes Originaldrehbuch“ für Jagd auf Dillinger nominiert. Der Oscar ging an Richard Schweizer für das Filmdrama Marie-Louise.

### Weitere Verfilmungen
Bereits vor Dillingers gewaltsamem Tod existierten Pläne einer Verfilmung. Das Hays Office und das FBI waren jedoch der Meinung, dass derartige Filme schädlich für das Ansehen der USA seien, woraufhin die großen Studios eine Vereinbarung unterzeichneten, entsprechendes Material für eine Verfilmung rundweg abzulehnen.
Erst das kleine Studio Monogram Pictures Corp. wagte 1944 die erste Verfilmung, der dann weitere folgten:
- 1965 entstand der amerikanische Spielfilm Staatsfeind Nr. 1 – John Dillinger (Young Dillinger) unter der Regie von Terry O. Morse mit Nick Adams und Robert Conrad in den Hauptrollen.
- Die letzten Tage von John Dillinger (The Last Days of John Dillinger) unter der Regie von Nicholas Webster wurde innerhalb der Appointment with Destiny-Serie von Rod Serling im November 1971 von CBS-Networks ausgestrahlt.
- 1973 spielten unter der Regie von John Milius Warren Oates, Ben Johnson, Michelle Phillips und Cloris Leachman ebenfalls unter dem deutschen Titel Jagd auf Dillinger.
- 1991 erschien Dillinger – Staatsfeind Nr. 1 (Dillinger) unter der Regie von Rupert Wainwright mit Mark Harmon, Sherilyn Fenn und Will Patton. Tierney agierte in dieser Version in einer Nebenrolle als Sheriff.
- 1995 erschien ein Film unter dem Titel Dillinger und Capone (Dillinger and Capone) unter der Regie von Jon Purdy mit Martin Sheen als John Dillinger und F. Murray Abraham als Al Capone.
- 2009 verfilmte der Regisseur Michael Mann das Leben John Dillingers unter dem Titel Public Enemies (dt. Staatsfeinde) erneut. Johnny Depp, Christian Bale und Marion Cotillard sind in den Hauptrollen zu sehen.

Eine Kurz-Dokumentation von 1934 trägt den Titel Dillinger: Public Enemy No. 1. John Dillinger selbst und Melvin Purvis treten darin auf. 1957 tritt Leo Gordon als John Dillinger auf in der Verfilmung Baby Face Nelson (So enden sie alle). Der italienische Spielfilm von 1968 Dillinger ist tot trägt nur Dillingers Namen im Titel, womit der Regisseur lediglich andeuten wollte, dass er das Hollywood-Genrekino für tot hält. Von 1979 datiert der Film The Lady in Red, der sich hauptsächlich mit Polly Hamilton, einer Freundin von John Dillinger in seinen letzten Lebenswochen, und Anna Sage, die Dillinger an das FBI verriet, befasst. Ein philippinischer Film von 1992 trägt ebenfalls den Titel Dillinger. The Dillinger Conspiracy heißt ein Fernsehfilm von 2006, der sich um Polly Hamilton dreht. In einem Videofilm von 2009 unter dem Titel On Dillinger’s Trail treten Christian Bale und Johnny Depp als sie selbst auf.